# Lista de bebidas alcoólicas
| Nome      | Matéria prima                            | Tradicionalidade  | Teor alcoólico |
| --------- | ---------------------------------------- | ----------------- | -------------- |
| Absinto   | Artemisia absinthium                     | Suíça             | 40% a 89%      |
| Cachaça   | Cana-de-açúcar (garapa)                  | Brasil            | 38% a 54%      |
| Gim       | Cereais e zimbro                         | Países Baixos     | 43% a 60%      |
| Rum       | Cana-de-açúcar (melaço)                  | Cuba              | 38% a 75%      |
| Whisky    | Cereais (envelhecido)¹                   | Escócia           | 38% a 54%      |
| Vodka     | Cereais (filtrado)¹                      | Rússia            | 35% a 60%      |
| Cerveja   | Cereais (levedura)¹                      | Baviera, Alemanha | 2% a 20%       |
| Vinho     | Uva                                      | Portugal          | 10% a 20%      |
| Champanhe | Uva                                      | França            | 11%            |
| Conhaque  | Uva                                      | França            | 40% a 60%      |
| Vermute   | Uva                                      | Itália            | 14.5% a 22%    |
| Grappa    | Uva                                      | Itália            | 38% a 54%      |
| Hidromel  | Mel                                      | Países nórdicos   | 4% a 14%       |
| Saquê     | Arroz                                    | Japão             | 14% a 16%      |
| Makgeolli | Arroz                                    | Coreia do Sul     | 6.5% a 7%      |
| Tequila   | Agave Azul                               | Jalisco, México   | 31% a 55%      |
| Mezcal    | Agave                                    | Oaxaca, México    | 31% a 55%      |
| Licor     | Açúcar/Mel, frutas, ervas, especiarias   | Itália            | 13% a 55%      |
| Bitter    | Extrato herbal                           | Itália            | 16% a 40%      |
| Ouzo      | Anis                                     | Grécia            | 37% a 50%      |
| Sidra     | Maçã                                     | Inglaterra        | 2% a 8%        |
| Soju      | Trigo/Cevada, Arroz, Batata, Batata-doce | Coreia do Sul     | 16.8% a 53%    |

Os métodos de produção são diferentes. A vodka é destilada a altas temperaturas e filtrada, perdendo assim o sabor dos cereais. Já o uísque é destilado a baixas temperaturas e envelhecido em barris de madeira, o que realça o sabor dos cereais e lhe deixa um gosto característico. A cerveja já é fermentada através de leveduras, que lhe fornece um baixo teor alcoólico e um sabor bem diferente devido à grande quantidade de gás carbônico presente na bebida.